# Cellaria anceps
Cellaria anceps är en mossdjursart som beskrevs av Harmer 1926. Cellaria anceps ingår i släktet Cellaria och familjen Cellariidae. Inga underarter finns listade i Catalogue of Life.